# Valse brillante de Chopin
Pour plus de détails, voir Fiche technique et Distribution.
Valse brillante de Chopin est un court métrage français, une cinéphonie, réalisé par Max Ophüls, sorti en 1936.

## Synopsis
Alexander Brailowsky interprète au piano la Valse brillante en la bémol majeur op.34 no 1 de Chopin. 

## Fiche technique
- Titre original :
- Titre : Valse brillante de Chopin
- Réalisation : Max Ophüls
- Musique : Frédéric Chopin
- Supervision: Émile Vuillermoz
- Photographie : Franz Planer
- Décors : René Moulaert
- Son : Arthur Hoérée et B. Willmarth
- Production : Victor Bietrix du Villars, Jacques Thibaud
- Société de production : CGAI-Compagnie des grands artistes internationaux (Lyon) pour Fox-Europa
- Directeur de production : Raymond Borderie
- Pays de production :  France
- Format : Noir et blanc - 35 mm - 1,37:1
- Genre : musical
- Durée : 6 minutes
- Date de sortie : 23 janvier 1936

## Distribution
- Alexander Brailowsky